# Придвинье (Бешенковичский район)
Придвинье (бел. Прыдзві́нне; до 1990-х — Дорогокупово (бел. Дарагаку́пава) — деревня в Бешенковичском районе Витебской области Беларуси. В составе Островенского сельсовета.

## География
Ближайшие населённые пункты расположены через реку Западная Двина — Новосёлки, Придвинье (Витебский район) и др.

### Гидрография
Река Западная Двина.

## История
В 1909 году в Островенской волости Сенненского уезда Могилёвской губернии Российской империи.
До 20 мая 1960 года деревня входила в состав Островенского сельсовета, до 9 июля 1965 года — в состав Плисского сельсовета, до 21 сентября 1987 года — в состав Островенского сельсовета, до 8 апреля 2004 года — в состав Плисского сельсовета.

## Население

### Численность
- 2019 год — 16 жителей

### Динамика
- 1909 год — 19 дворов, 133 жителей (68 муж., 65 жен.)[3]
- 1999 год — 10 жителей (перепись населения)
- 2009 год — 3 жителей (перепись населения)[3]
- 2019 год — 16 жителей (перепись населения)

## Улицы
- Двинская
- Заречная
- Лесная
- Луговая
- Набережная
- Молодежная
- Озерная
- Полевая
- Садовая и др.

## Достопримечательность
- Братская могила

### Утраченное наследие
- Церковь Казанской Матери Божьей (начало XX в., из дерева)